# Afrotethina aurisetulosa
Afrotethina aurisetulosa är en tvåvingeart som först beskrevs av Lamb 1914.  Afrotethina aurisetulosa ingår i släktet Afrotethina och familjen Canacidae. Inga underarter finns listade i Catalogue of Life.